# Lucas Agazzi
Lucas Agazzi Galeano (Montevideo, 2 de mayo de 2005) es un futbolista uruguayo de ascendencia italiana. Juega de lateral o extremo derecho y su equipo actual es el Defensor Sporting Club de la Primera División de Uruguay.

## Trayectoria
Llegó a la escuelita de Defensor Sporting Club en 2018, se incorporó a la Pre-Séptima del club para culminar su formación infantil, en principio jugaba en el mediocampo. Al año siguiente comenzó su formación juvenil en la sub-14, donde convirtió 18 goles en 34 partidos. En la temporada siguiente estuvo presente en 16 juegos y anotó 6 goles con la sub-15. Con Sexta División convirtió 5 goles en 16 partidos en 2021. En el año 2022 estuvo con la sub-17 y fue uno de los goleadores del equipo con 13 anotaciones en 26 partidos. Al subir al plantel de Primera le pidieron jugar como lateral y accedió, por lo que tuvo que aprender una nueva posición.
Debutó como profesional en la fecha 1 del Torneo Apertura el 6 de febrero de 2023, el entrenador Marcelo Méndez lo colocó como titular para enfrentar a Fénix en el Estadio Luis Franzini, estuvo los 90 minutos en cancha pero perdieron 1-3. Jugó su primer partido con 17 años y el dorsal 29 en la espalda, incluso antes de jugar en la sub-19 o Tercera División del club.
En la fecha 14 del Apertura convirtió su primer gol oficial, fue contra River Plate en lo que fue el triunfo 0-4. Para el Torneo Intermedio no tuvo tanta regularidad, fue suplente en los 7 partidos de la serie y jugó en 3 ocasiones, también tuvo minutos en la final contra Liverpool.
Tuvo un mayor rodaje en el Torneo Clausura 2023, estuvo presente en los 15 partidos, fue titular en 8, convirtió 2 goles y brindó una asistencia.
Defensor Sporting culminó el año en cuarta posición de la tabla anual, por lo que clasificaron a la Copa Libertadores del año siguiente. En su primer año como profesional, Lucas jugó un total de 29 partidos, convirtió 3 goles y colaboró con 2 asistencias.

## Selección nacional
Lucas ha sido parte de la selección de Uruguay en las categorías juveniles sub-17 y sub-20.
En diciembre de 2021 fue citado por primera vez para entrenar con Uruguay en la categoría sub-17 por el entrenador Diego Demarco, no jugó partidos amistosos pero fue su primera experiencia como seleccionado nacional.
Se le volvió a convocar el 4 de diciembre de 2023, esta vez por Marcelo Bielsa para entrenar de cara al Torneo Preolímpico Sudamericano Sub-23 de 2024, en un grupo de jugadores con edad para ser parte de la sub-20 en 2025. No quedó en la lista definitiva.
Durante 2024 fue parte del proceso de la selección sub-20. Debutó con la Celeste el 21 de marzo en el Franzini, jugó en el segundo tiempo contra Rusia pero perdieron por la mínima.
El 7 de enero de 2025 fue confirmado en el plantel para jugar el Campeonato Sudamericano Sub-20, por el entrenador Fabián Coito. Jugó 9 partidos pero no lograron clasificar a la Copa Mundial Sub-20 luego de 20 años.
Fue citado a la selección absoluta en la primera FIFA del 2025 por primera vez, el 17 de marzo arribó al Complejo Celeste. Entrenó con jugadores como Federico Valverde, Rodrigo Bentancur, Sergio Rochet, Ronald Araújo y Darwin Núñez pero no fue convocado para los partidos.

## Estadísticas

### Clubes
Actualizado al último partido citado el 28 de junio de 2025.
| Club                           | Div.          | Temporada     | Liga  | Liga  | Liga   | Copas nacionales | Copas nacionales | Copas nacionales | Copas internacionales | Copas internacionales | Copas internacionales | Total | Total | Total  |
| Club                           | Div.          | Temporada     | Part. | Goles | Asist. | Part.            | Goles            | Asist.           | Part.                 | Goles                 | Asist.                | Part. | Goles | Asist. |
| ------------------------------ | ------------- | ------------- | ----- | ----- | ------ | ---------------- | ---------------- | ---------------- | --------------------- | --------------------- | --------------------- | ----- | ----- | ------ |
| Defensor Sporting C. · Uruguay | 1.ª           | 2023          | 27    | 3     | 2      | 2                | 0                | 0                | 1                     | 0                     | 0                     | 30    | 3     | 2      |
| Defensor Sporting C. · Uruguay | 1.ª           | 2024          | 30    | 1     | 3      | 3                | 0                | 0                | 2                     | 0                     | 0                     | 35    | 1     | 3      |
| Defensor Sporting C. · Uruguay | 1.ª           | 2025          | 11    | 2     | 0      | -                | -                | -                | -                     | -                     | -                     | 11    | 2     | 0      |
| Defensor Sporting C. · Uruguay | Total club    | Total club    | 68    | 6     | 5      | 5                | 0                | 0                | 3                     | 0                     | 0                     | 76    | 6     | 5      |
| Total carrera                  | Total carrera | Total carrera | 68    | 6     | 5      | 5                | 0                | 0                | 3                     | 0                     | 0                     | 76    | 6     | 5      |
| 1. 2.                          |               |               |       |       |        |                  |                  |                  |                       |                       |                       |       |       |        |

### Selección
Actualizado al último partido citado el 16 de febrero de 2025.
| Selección         | Temporada         | Continental | Continental | Continental | Mundial      | Mundial      | Mundial      | Amistosos | Amistosos | Amistosos | Total | Total | Total  |
| Selección         | Temporada         | Part.       | Goles       | Asist.      | Part.        | Goles        | Asist.       | Part.     | Goles     | Asist.    | Part. | Goles | Asist. |
| ----------------- | ----------------- | ----------- | ----------- | ----------- | ------------ | ------------ | ------------ | --------- | --------- | --------- | ----- | ----- | ------ |
| Sub-20 · Uruguay  | 2024              | —           | —           | —           | —            | —            | —            | 11        | 1         | 0         | 11    | 1     | 0      |
| Sub-20 · Uruguay  | 2025              | 9           | 0           | 1           | No clasificó | No clasificó | No clasificó | 3         | 0         | 1         | 12    | 0     | 2      |
| Sub-20 · Uruguay  | Total sel.        | 9           | 0           | 1           | 0            | 0            | 0            | 14        | 1         | 1         | 23    | 1     | 2      |
| Total selecciones | Total selecciones | 9           | 0           | 1           | 0            | 0            | 0            | 14        | 1         | 1         | 23    | 1     | 2      |
| 1.                |                   |             |             |             |              |              |              |           |           |           |       |       |        |

## Palmarés

### Títulos nacionales
| Título       | Club                 | País    | Año  |
| ------------ | -------------------- | ------- | ---- |
| Copa Uruguay | Defensor Sporting C. | Uruguay | 2023 |
| Copa Uruguay | Defensor Sporting C. | Uruguay | 2024 |

### Distinciones individuales
| Distinción                                       | Año  |
| ------------------------------------------------ | ---- |
| Premios AUF - Mejor debutante del año (nominado) | 2023 |